# Collegium 1704
Collegium 1704 is een Tsjechisch orkest en koor uit de oude muziek, opgericht door de Tsjechische dirigent, klavecinist en hoornist Václav Luks . Luks was voorheen hoornsolist van de Akademie für Alte Musik Berlin. Hoewel opgericht terwijl Luks een student in Plzen was, is de zetel van het orkest Praag. De Collegium Vocale 1704 en Amphion Wind Octet zijn zusterensembles.
Het orkest en het koor Collegium 1704 werden in 2005 opgericht ter gelegenheid van het Bach-Praag-2005 project, dat het begin markeerde van hun residentie in het Prague Spring International Music Festival. Het ensemble is genoemd naar het jaar 1704, waarin het werk ‘Via Laureata’ van Jan Dismas Zelenka in de kerk van St. Nikolaas in Praag in première ging. Sinds hun succes met Zelenka’s ‘Missa votiva’ in Frankrijk, werd Collegium 1704 in alle grote zalen en op de belangrijkste festivals van Europa uitgenodigd om de grote werken uit de barok uit te voeren met een zwaartepunt op de Tsjechische componisten Jan Dismas Zelenka en Josef Mysliveček. In 2008 startte de concertreeks Prague-Dresden Musical Bridge waarbij de rijke muzikale tradities tussen de twee steden worden verdergezet. Samenwerkingen met de solisten Magdalena Kožená, Vivica Genaux en Bejun Mehta leidden in 2012 tot een tweede concertreeks Collegium 1704 in het Rudolfinum in Praag. Sinds 2015 worden beide reeksen tot een reeks samengesmolten die zowel in Dresden als in Praag plaatsvindt.
Na internationale successen met opera-uitvoeringen van Händels ‘Rinaldo’ (regie Louise Moaty) in 2009 werd het jaar 2013 gewijd aan herontdekkingen van de werken van Josef Mysliveček. Zijn opera ‘l’Olimpiade’ (regie Ursel Herrmann) werd door Collegium 1704 uitgevoerd in Praag, Caen, Dijon, Luxemburg en het Theater an der Wien en werd genomineerd voor de International Opera Awards. In 2017 speelde Collegium 1704 de eerste uitvoering sinds 300 jaar van Vivaldi’s ‘Arsilda, regina di Ponto’, in Bratislava. Verdere uitvoeringen vonden plaats in de Opéra van Lille, in Luxemburg, Opéra Royal Versailles en in Caen. Collegium 1704 maakt opnamen voor de labels Accent, Zig-Zag Territoires en Supraphon die werden bekroond met verschillende prijzen als de Diapason d’Or en de Coup de Coeur van TV Mezzo. De meest recente opnamen bevatten de Vioolconcerti van Mysliveček en hoboconcerti en cantates van Bach, verschenen in 2018.

## Solisten
Een aantal artiesten verschijnen regelmatig met het Collegium. Deze omvatten:
Collegium Vocale 1704:
- Sopranos: Barbora Sojková, Alena Hellerová, Dora Pavlíková, Kamila Zborilová, Joanna Klisowska
- Altos: Kamila Mazalová, Marta Fadljevicová, Jan Mikušek, Daniela Cermákovám
- Tenors: Václav Cížek, Hasan El-Dunia, Cenek Svoboda, Tomáš Lajtkep
- Bas: Tomáš Král, Jaromír Nosek, Martin Vacula, Aleš Procházka

Bovendien verschijnen Hana Blažíková en Marketa Cukrová vaak als solisten.
Collegium 1704:
- Viool: Helena Zemanová, Petra Šcevková, Martin Kalista, Peter Barczi, Eva Borhi, Jana Chytilová, Simona Tydlitátová, Markéta Knittlová, Jan Hádek
- Altviool: Lýdie Cillerová, Eleonora Machová, František Kuncl
- Cello: Libor Mašek, Hana Fleková
- Contrabas: Ondrej Štajnochr
- Kamerorgel: Pablo Kornfeld
- Hobo: Eva Harmuthová, Petra Ambrosi
- Fagot: Kryštof Lada

## Geselecteerde discografie
- Georg Druschetzky (1745-1819) muziek voor blaasoctet en koor. Accentrecords
- Jan Dismas Zelenka: I Penitenti al Sepolcro del Redentore ZWV 63, 1 CD, Zig-Zag
- Jan Dismas Zelenka: Missa Votiva ZWV 18, 1 CD, Zig-Zag
- Jan Dismas Zelenka: Requiem in D ZWF 46, 2 CD's, Accent Records
- Jan Dismas Zelenka: Responsoria pro Hebdomada Sancta ZWV 55, 2 CD's, Accent Records
- Johann Sebastian Bach: B Minor Mass BWV 232, 2 CD's, Accent Records